# Чадечка (потік)
Чадечка (словац. Čadečka) — річка в Польщі і Словаччині, права притока Чернянки, протікає в окрузі Чадця.
Довжина приблизно 10 км (з того 0.8-1 км територією Словаччини). Витік знаходиться на схилі гори Оходзіта на висоті близько 650 метрів. Протікає територією сіл Скаліте і Чєрне.
Впадає у Чернянку на висоті приблизно 450 метрів.